# Delitti contro la pubblica amministrazione italiana
I delitti contro la pubblica amministrazione italiana sono una categoria di reati previsti dall'ordinamento penale italiano che attentano ai princìpi costituzionali di buon andamento e imparzialità degli organi pubblici e dei loro rappresentanti, così attentando sia al prestigio della cosa pubblica sia al naturale rapporto di fiducia che deve esistere tra il cittadino e lo Stato.
Sono disciplinati nel titolo II del libro II del codice penale italiano, suddivisi in due sottocategorie a seconda di chi sia l'autore del reato: il pubblico ufficiale interno alla pubblica amministrazione (reato proprio) oppure dal cittadino privato esterno a danno della pubblica amministrazione (reato comune).
Introdotta in epoca fascista dal codice Rocco per rafforzare l'autorità dello Stato, la disciplina dei delitti contro la pubblica amministrazione è stata profondamente e più volte modificata negli anni 1990, nel periodo storico legato agli scandali di tangentopoli negli anni 1990.

## Storia
I reati contro la pubblica amministrazione formano un ambito di particolare delicatezza, soprattutto per quanto riguarda i delitti dei pubblici ufficiali. Le numerose figure previste dal codice penale in tale capo del titolo II tutelano il buon andamento e l'imparzialità della Pubblica Amministrazione, punendo le condotte dei pubblici ufficiali (e, per talune ipotesi, anche dei privati) che privilegino il tornaconto personale all'interesse pubblico affidato alle loro mansioni.
Si tratta di reati storicamente presenti nelle legislazioni penalistiche, che però hanno ingenerato grande interesse negli ultimi decenni, sia per la metamorfosi qualitativa e quantitativa del fenomeno, sia per la crescente attenzione da parte dell'opinione pubblica, soprattutto a partire dalla cosiddetta "Tangentopoli".
Il legislatore ha così ripetutamente messo mano alle principali figure delittuose afferenti a quest'ambito, dapprima con la legge n. 86 del 26 aprile 1990 e poi con ulteriori e recenti riforme, tra cui la legge n. 190 del 6 novembre 2012 (c.d. "legge Severino") e la legge n. 69 del 27 maggio 2015. L’ambito è stato interessato anche da un ampliamento della tutela penalistica anche ai rapporti con le istituzioni comunitarie e con gli altri Paesi membri dell'Unione Europea, sino all'introduzione di nuove ed autonome figure di reato. Recentemente, la legge 9 gennaio 2019 n. 3 (c.d. legge "Spazzacorrotti") ha apportato significative modifiche ai delitti contro la Pubblica Amministrazione, inasprendo le sanzioni ed il trattamento penitenziario successivo alla condanna definitiva. Da ultimo, il legislatore ha approvato il decreto attuativo della Direttiva PIF, con cui è stata modificata la disciplina di alcuni reati contro la P.A. al fine di tutelare gli interessi finanziari dell'Unione Europea.

## Tipologia

### Delitti dei privati
- Abusivo esercizio di una professione (art. 348)
- Astensione dagli incanti (art. 354)
- Frode nelle pubbliche forniture (art. 356)
- Interruzione di un ufficio o servizio pubblico o di un servizio di pubblica necessità (art. 340)
- Inadempimenti di contratti di pubbliche forniture (art. 355)
- Occultamento, custodia o alterazione di mezzi di trasporto (art. 337-bis)
- Oltraggio a pubblico ufficiale (art. 341-bis)
- Oltraggio a un Corpo politico, amministrativo o giudiziario (art. 342)
- Oltraggio a un magistrato in udienza (art. 343)
- Offesa all'autorità mediante danneggiamento di affissioni (art. 345)
- Resistenza a un pubblico ufficiale (art. 337)
- Traffico di influenze illecite (art. 346-bis)
- Turbata libertà degli incanti (art. 353)
- Turbata libertà del procedimento di scelta del contraente (art. 353-bis)
- Usurpazione di funzioni pubbliche (art. 347)
- Vendita di stampati dei quali è stato ordinato il sequestro (art. 352)
- Violazione di sigilli (art. 349)
- Violazione della pubblica custodia di cose (art. 351)
- Violenza o minaccia a un pubblico ufficiale (art. 336)
- Violenza o minaccia ad un Corpo politico, amministrativo o giudiziario (art. 338)

### Delitti dei pubblici ufficiali
- Abuso d'ufficio (art. 323)
- Concussione (art. 317)
- Corruzione per l'esercizio della funzione (art. 318)
- Corruzione per un atto contrario ai doveri d'ufficio (art. 319)
- Corruzione in atti giudiziari (art. 319-ter)
- Corruzione di persona incaricata di un pubblico servizio (art. 320)
- Indebita percezione di erogazioni a danno dello Stato (art. 316-ter)
- Induzione indebita a dare o promettere utilità (art. 319-quater)
- Istigazione alla corruzione (art. 322)
- Interruzione di un servizio pubblico o di pubblica necessità (art. 331)
- Malversazione a danno dello Stato (art. 316-bis)
- Peculato (art. 314)
- Peculato mediante profitto dell'errore altrui (art. 316)
- Peculato, concussione, corruzione e istigazione alla corruzione di membri degli organi delle Comunità europee e di funzionari delle Comunità europee e di Stati esteri (art. 322-bis)
- Rivelazione ed utilizzazione di segreti di ufficio (art. 326)
- Rifiuto e omissione di atti d'ufficio (art. 328)
- Rifiuto o ritardo di obbedienza commesso da un militare o da un agente della forza pubblica (art. 329)
- Sottrazione o danneggiamento di cose sottoposte a sequestro disposto nel corso di un procedimento penale o dall'autorità amministrativa (art. 334)
- Utilizzazione d'invenzioni o scoperte conosciute per ragioni di ufficio (art. 325)
- Violazione colposa di doveri inerenti alla custodia di cose sottoposte a sequestro disposto nel corso di un procedimento penale o dall’autorità amministrativa (art. 335)